# Ансерме, Мишель
Мишель Ансерме (фр. Michel Ansermet, родился 20 февраля 1965 года) — швейцарский стрелок из пистолета, серебряный призёр летних Олимпийских игр 2000 года в стрельбе из скорострельного пистолета с дистанции 25 м.

## Биография
Представлял спортивный клуб города Зарнен. В 1994 и 1995 годах завоёвывал серебряные медали на этапах Кубка мира по стрельбе в Барселоне и Хиросиме соответственно. Впервые выступил на летних Олимпийских играх в 1996 году в Атланте: выступая в соревновании по стрельбе из скорострельного пистолета с дистанции 25 м, занял 12-е место, не выйдя в финал и отстав от худшего из финалистов на 3 очка. Через четыре года в Сиднее уже уверенно вышел в финал, набрав 587 очков и разделив первое место с квалификации с будущими призёрами — Сергеем Алифиренко и Юлианом Варгой. В финале стал серебряным призёром, набрав 686,1 очков и уступив 1,5 очка победителю Игр Сергею Алифиренко.
Иными его лучшими достижениями являются 10-е место на чемпионате мира в Барселоне в 1998 году, 4-е место в финале Кубка мира в Мюнхене в 2000 году и 15-е место на чемпионате Европы в Коуволе в 1997 году. В 2001—2009 годах Ансерме был главным тренером сборной Швейцарии по стрельбе. 
Вне стрельбы он проявляет большой интерес к амфибиям и рептилиям. С начала 2014 года по декабрь 2015 года он был директором Лозаннского вивария. С 2020 года является директором музея Aquatis.